# Albrecht Ehrenberg
Albrecht Ehrenberg (* 5. April 1877; † 14. Juni 1964) war ein deutscher Schiffbauingenieur, Obermarinebaurat und Professor für Schiffbau.

## Leben
Nach Abschluss seines Studiums über Kriegsschiffbau an der Technischen Hochschule Berlin-Charlottenburg trat Ehrenberg in die Laufbahn der höheren Marinebaubeamten ein, legte nach dreijähriger Ausbildung auf der Kaiserlichen Werft Kiel sein 2. Staatsexamen ab und wurde 1905 Marinebaumeister. Während des Ersten Weltkrieges war er für Linienschiffe und Kreuzer in Kiel, später für Torpedoboote in Wilhelmshaven zuständig und hat sich  für den U-Bootsneubau auf der Werft in Danzig eingesetzt. 1924 kam er nach Berlin, wo er den Entwurf für die im Versailler Vertrag zugestandenen Neubauten bearbeitete, so die Königsberg-Klasse, die Torpedoboote 1923 und 1924 und das experimentelle Schnellboot K (UZ(S) 12) nach einem Thornycroft-Entwurf konstruierte.
1927 wurde Ehrenberg als Professor an die TH Berlin-Charlottenburg berufen. Seine Vorlesungen über die Konstruktion und Einrichtung der Über- und Unterwasser-Kriegsschiffe strahlten ebenso wie seine Vorträge über Werftanlagen eine umfassende Erfahrung im Kriegsschiffbau aus. So konnte er dem deutschen schiffbaulichen Nachwuchs reiche Erfahrungen vermitteln. Nach dem Zusammenbruch 1945 hatte Ehrenberg an der Reorganisation der stark zerstörten Technischen Hochschule mitgearbeitet.
1958 verlieh ihm die Technische Universität Berlin die akademische Würde des Ehrensenators. Am 14. Juni 1964 starb Albrecht Ehrenberg im Alter von 87 Jahren. Seit 1962 trug er die Goldene Ehrennadel der Schiffbautechnischen Gesellschaft.